# Pom Poko
Pom Poko (jap. 平成狸合戦ぽんぽこ, Heisei Tanuki Gassen Pom Poko; dt. „Die Schlacht der Marderhunde in der Heisei-Zeit – Pom Poko“) ist ein Anime-Film aus dem Jahr 1994, der auf einer Geschichte von Kenji Miyazawa basiert. Die Idee zu diesem Film stammte von Hayao Miyazaki, Regie führte Isao Takahata, der auch das Drehbuch verfasste. Produziert wurde der Film vom Studio Ghibli.

## Handlung
In den späten sechziger Jahren wird in der Umgebung von Tokio der Bau der Vorortsiedlung Tama New Town im Tama-Hügelland begonnen. Das Naturschutzgebiet Tama muss dieser Entwicklung weichen. Das bekommt bald die lokale Gruppe von Tanuki (eine wie Marderhunde aussehende Gruppe von Yōkai) zu spüren, deren Nahrungsmittel immer knapper werden. Sie teilen sich in zwei sich bekämpfende Gruppen, die von der Stammesältesten Oroku miteinander ausgesöhnt werden. Sie erinnert die verfeindeten Parteien daran, dass der Mensch der eigentliche Feind ist, den es zu vertreiben gilt.
Gonta, der Anführer einer der „Armeen“, will die Menschen gewaltsam vertreiben. Mit Hilfe ihrer Fähigkeit, sich in Gegenstände oder gar Menschen zu verwandeln, provozieren die Marderhunde einige Unfälle auf der Baustelle, die die Arbeiten aber nicht aufhalten. Der Oberpriester der Marderhunde, Tsurukami, entsendet zwei Boten in die entlegensten Waldgebiete Japans, um von den dortigen Weisen Tipps zum Trainieren magischer Kräfte zu erhalten, welche die „städtischen“ Marderhunde größtenteils vergessen haben. Oroku versucht ihrerseits, den Jungen diese Kräfte beizubringen.
Während diese unter Leitung des besonnenen Shokichi den Menschen in Tama mit Geisterspuk Angst einzujagen versuchen, bringt einer der Boten, Tamasaburo, drei Weise aus der Südinsel Shikoku mit, die den Marderhunden von Tama bei ihrem Kampf gegen die Menschen helfen wollen. Mit ihren gemeinsamen Kräften inszenieren sie eine gewaltige Geisterparade (Hyakki Yakō, 百鬼夜行) (u. a. tauchen japanische Götter, Buddha, Tengu, der Drache Shenlong und Maneki-neko auf), während derer eine der Weisen, Gyobu, stirbt, so dass sie ohne Ergebnis abgebrochen werden muss.
Der Betreiber eines Vergnügungsparks behauptet, er hätte die Parade als Werbegag inszeniert. Ein Fuchs – Füchse (kitsune) besitzen neben Marderhunden gleichfalls die Gabe, sich in Menschen zu verwandeln –, der für ihn arbeitet, versucht die Marderhunde dazu zu bewegen, in Menschengestalt für den Vergnügungspark zu arbeiten, damit sie überleben können. Stattdessen stehlen diese durch einen Zaubertrick das gesamte Geld des Vergnügungsparks.
Schließlich müssen die Marderhunde erkennen, dass sie gegen das Bauprojekt nichts ausrichten können. Gonta will das nicht wahrhaben und führt seine Truppen in eine Schlacht gegen die Menschen, bei der er und all seine Anhänger sterben. Die Überlebenden teilen sich in zwei Gruppen: die einen leben in Menschengestalt weiter, die anderen versuchen, als Marderhund ihr Auskommen in einem veränderten Lebensraum zu finden. Am Ende stößt der als Mensch lebende Shokichi zufällig mit dem Anführer der freien Marderhunde Ponta zusammen und feiert mit ihm ein fröhliches Fest in Erinnerung an die gemeinsame Vergangenheit.

## Veröffentlichungen
Der Film kam am 16. Juli 1994 in die japanischen Kinos und spielte dort etwa 2,63 Milliarden Yen ein. Er war damit der erfolgreichste einheimische Film in Japan im Jahr 1994.
International fand der Film dagegen wenig Beachtung. Erst, als die Studio-Ghibli-Filme Chihiros Reise ins Zauberland und Das wandelnde Schloss weltweit erfolgreich waren und Aufmerksamkeit erregten, wurde der Film in vielen Ländern veröffentlicht. In Deutschland erschien Pom Poko am 11. Juni 2007 bei Universum Anime auf DVD.

## Rezeption
Der Film gewann einige japanische Filmpreise. Beim Mainichi Eiga Concours 1995 zeichnete man den Film mit dem Großen Animations-Preis aus. Bei der Verleihung der Japanese Academy Awards im selben Jahr kürte man ihn mit einem Spezialpreis. Pom Poko war Japans Einsendung auf eine Nominierung als „Bester fremdsprachiger Film“ bei der Oscarverleihung 1995, wurde aber schließlich nicht nominiert.
Helen McCarthy und Jonathan Clements meinten, der Film sei im Vergleich zu Mein Nachbar Totoro weniger universal und würde auf manche Außenstehende „ethnozentrisch“ wirken. Die Gags lägen der japanischen Geschichte und Volkskunde zugrunde, der Humor sei „ein wenig zu derb“. Der Film sei eine „fremdsprachige Variante von Watership Down (1978)“.
Christopher End schrieb in der AnimaniA, der Film würde zwar gefühlsmäßig Mein Nachbar Totoro und Kikis kleiner Lieferservice nahestehen, aber trotz Cartoon-Anleihen und Musical-Einlagen einen deutlich ernsteren Ton anschlagen. „Auch wenn die Story nicht an Takahatas Meisterwerk „Die letzten Glühwürmchen“ heranreicht, bietet „Pom Poko“ in Sachen Animationsqualität und verschrobenerer Charaktere zauberhafte Ghibli-Unterhaltung für die ganze Familie.“